# Кассиодор (трибун)
Кассиодо́р (лат. Cassiodorus; V век) — знатный римлянин, участвовавший в посольстве к царю гуннов Аттиле; дед Кассиодора Сенатора, одного из наиболее видных деятелей Остготского королевства.

## Биография
Основной исторический источник о Кассиодоре — «Варии» его внука Кассиодора Сенатора.
Повествуя в посланиях об истории своей семьи, Кассиодор Сенатор упоминал и об одноимённом ему деде. В письме, датированном приблизительно 507 годом и посвящённом дарованию королём остготов Теодорихом Великим Кассиодору Старшему титула патриций, сообщается, что Кассиодор был выходцем из жившего в Бруттии знатного рода Кассиодоров. Его отец — также носивший имя Кассиодор — имел должность иллюстрия (лат. vir inlustris).
В правление западно-римского императора Валентиниана III Кассиодор был трибуном и нотарием. Он был другом патриция Флавия Аэция и пользовался благосклонностью у императора. По свидетельству Кассиодора Сенатора, вместе со старшим сыном Флавия Аэция, Карпилионом, Кассиодор ездил послом в Гуннскую державу. Послы Валентиниана III убедили Аттилу заключить с римлянами мир. Так как об этом посольстве известно только со слов Кассиодора Сенатора, его датировки разнятся от «не ранее 435 года» до «в начале 450-х годов». Если исходить из текста «Второго панегирика Флавию Аэцию» Меробавда, Кассиодор и Карпилион должны были посетить Аттилу приблизительно в 445 году. Возможно, целью посольства было урегулировать некий конфликт римлян с гуннами на границе по Дунаю. Переговоры шли очень трудно, так как Аттила «возомнил себя господином мира». Только передача в заложники Карпилиона склонила царя гуннов к миру. По возвращении в Италию Кассиодор был восторженно встречен её жителями, опасавшимися войны с таким грозным противником, как гунны. Западные римляне говорили, что их страна жива, «пока у неё есть такие послы» как Кассиодор. Также возможно, что Кассиодор был отправлен Флавием Аэцием к Аттиле в 448 году. В этом случае Карпилион мог быть сразу предназначен своим отцом в почётные заложники царю гуннов. О том, что сын Аэция в таком статусе находился при дворе правителя Гуннской державы, сообщал Приск Панийский. Одновременно с Карпилионом заложником гуннов стал и сын одного из римских сенаторов. Существует мнение, что одним из участников посольства Кассиодора и Карпилиона был папа римский Лев I Великий. В таком случае это посольство должно отождествляться с дипломатической миссией, когда во время вторжения гуннов на Апеннинский полуостров в 452 году Лев I Великий убедил Аттилу не разорять Рим. Однако Проспер Аквитанский в своей хронике утверждал, что спутниками папы римского в этой поездке были бывший консул Геннадий Авиен и префект Тригеций. Скорее всего, в сочинениях Кассиодора Сенатора и Проспера Аквитанского описывались два разных посольства к Аттиле, и первое из них — в составе Кассиодора и Карпилиона — состоялось намного раньше второго.
В награду за успех миссии Валентиниан III хотел щедро наградить Кассиодора, в том числе, намереваясь дать ему сан иллюстрия. Однако Кассиодор не только отказался от награды, но и вообще оставил государственную службу. Вернувшись на родину, Кассиодор жил в Бруттии как частное лицо. Здесь у него родился сын, получивший традиционное в своей семье имя: Кассиодор.